# Мария Нидерландска (1841–1910)
Вилхелмина Фридерика Александрина Анна Луиза Мария Нидерландска (на нидерландски: Prinses Wilhelmina Frederika Anna Elisabeth Marie der Nederlanden, Prinses van Oranje-Nassau; на немски: Prinses Wilhelmina Frederika Anna Elisabeth Marie der Nederlanden, Prinses van Oranje-Nassau; * 5 юли 1841, Huize De Paauw, Васенар, Южна Холандия; † 22 юни 1910, Нойвид) е принцеса от Орание-Насау-Нидерландия и чрез женитба княгиня на Вид (1871 – 1907).

## Биография
Тя е малката дъщеря на принц Вилхелм Фридрих Карл Нидерландски (1797 – 1881) и съпругата му принцеса Луиза Пруска (1808 – 1870), дъщеря на пруския крал Фридрих Вилхелм III (1770 – 1840) и Луиза фон Мекленбург-Щрелиц (1776 – 1810). Тя е внучка на крал Вилхелм I от Нидерландия. Родителите ѝ са братовчеди.
Нейната голяма сестра Луиза (1828 – 1871) е от 1850 г. съпруга на шведския крал Карл XV (1826 – 1872).
Мария Нидерландска страда от малка със слуха, и както сестра ѝ, не е красива. Тя умира на 68 години на 22 юни 1910 г. в Нойвид.

## Фамилия
Мария Нидерландска се омъжва на 18 юли 1871 г. във Васенар, северно от Хага, за 5. княз Вилхелм фон Вид (1845 – 1907), син на княз Херман фон Вид (1814 – 1864) и принцеса Мария фон Насау-Вайлбург (1825 – 1902). Неговата сестра Елизабет (1843 – 1916) е омъжена от 1869 г. за румънския крал Карол I (1839 – 1914). Те живеят в резиденцията-дворец Нойвид в Райнланд. Те имат 6 деца:
- Вилхелм Фридрих Херман Ото Карл (1872 – 1945), 6. княз на Вид, женен на 29 октомври 1898 г. за принцеса Паулина фон Вюртемберг (1877 – 1965), дъщеря на крал Вилхелм II фон Вюртемберг
- Вилхелм Александер Фридрих Карл Херман (1874 – 1877)
- Вилхелм Фридрих Хайнрих (1876 – 1945), княз на Албания (1914 – 1914), женен на 30 ноември 1906 г. за принцеса София фон Шьонбург-Валденбург (1885 – 1936), дъщеря на наследствения принц Виктор фон Шьонбург-Валденбург (1856 – 1888) и принцеса Луция фон Сайн-Витгенщайн-Берлебург (1859 – 1903), дъщеря на Емил Карл фон Сайн-Витгенщайн-Берлебург (1824 – 1878) и румънската принцеса Пулхерия Кантакузене (1840 -1865)
- Вилхелм Фридрих Адолф Херман Виктор (1877 – 1946), женен на 6 юни 1912 г. за графиня Гизела фон Золмс-Вилденфелс (1891 – 1976), дъщеря на граф Фридрих Магнус IV фон Золмс-Вилденфелс (1847 – 1910)
- Вилхелмина Фридерика Августа Александрина Мария Елизабет Луиза (1880 – 1965)
- Вилхелмина Августа Фридерика Мария Луиза Елизабет (1883 – 1938)

## Галерия
- Принцеса Мария Нидерландска
- Мария и Вилхелм фон Вид и децата им